# 珠海市九洲中学

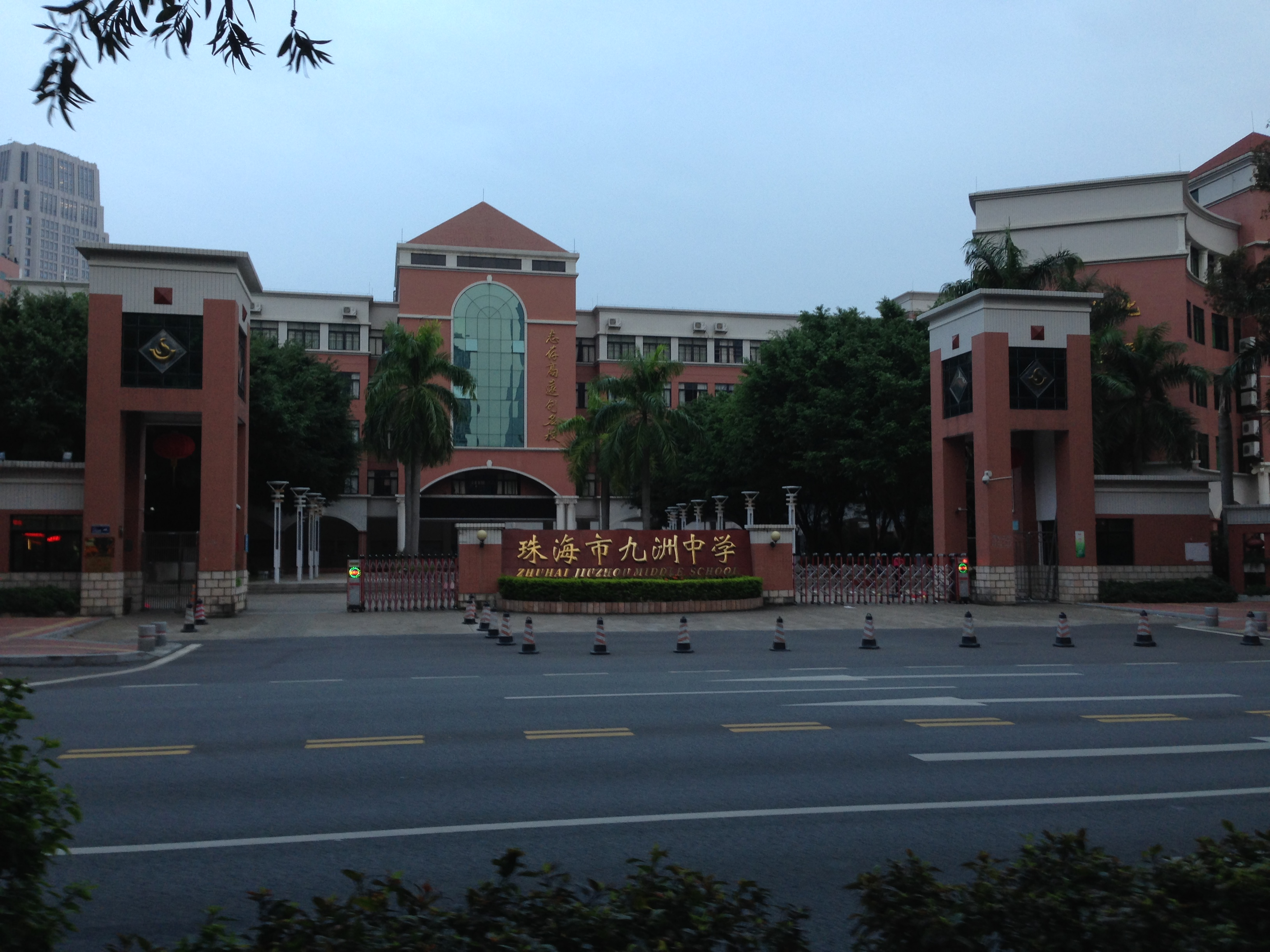
珠海市九洲中学校门

珠海市九洲中学是位于中華人民共和国广东省珠海市吉大石花东路的一所中学，创建于2014年10月，是由原珠海市实验中学分离的初级中学。目前学校设有36个教学班，全校在校学生约为3,000人。